# Charanyca basivoluta
Charanyca basivoluta là một loài bướm đêm trong họ Noctuidae.